# 武昌北环铁路
武昌北环铁路，又称武九铁路武昌北环线，是一条位于武汉市，经过武昌区、青山区和洪山区的支线铁路。

## 历史
北环线的前身是1918年通车的粤汉铁路，自长沙站至徐家棚站。1921年4月8日，徐家棚码头的旅客轮渡通航。此前，京汉铁路已于1906年4月1日正式通车，故来往北方地区的乘客会从徐家棚站下车，乘船来往长江对岸汉口的粤汉码头与临近的京汉铁路刘家庙站，再转乘其他列车。1937年3月10日，刘家庙站与徐家棚站的两座铁路轮渡码头竣工，列车从此可以经由轮渡跨越长江，是中国历史上第二个铁路轮渡码头。然而1938年，日本侵略军进逼武汉，火车轮渡被迫停航，直至中国抗日战争结束后的1947年才重新开航。铁路码头的兴旺，带动了徐家棚区域的繁华：全国各地的游客在这里下车后，都会逛一逛，各种小商品、烟酒副食、餐馆美食密密麻麻，一直到武九铁路通车后也是如此。
1957年10月15日，武汉长江大桥开通，京汉与粤汉两条铁路接轨，形成京广铁路，列车无需再通过铁路轮渡。原先只是一个小站的武昌南站，由于在京广铁路正线上，逐渐承担起大部分的客运业务，成为了武昌地区的主要铁路客运站，并更名为武昌站。之后，码头工作人员及“北京号”、“汉口号”、“上海号”等渡船被整体调往芜湖、南京，轮渡码头也失去作用，仅为战备用途，这段粤汉铁路旧线也随之冷清下来，被改名为京广铁路武昌北支线。

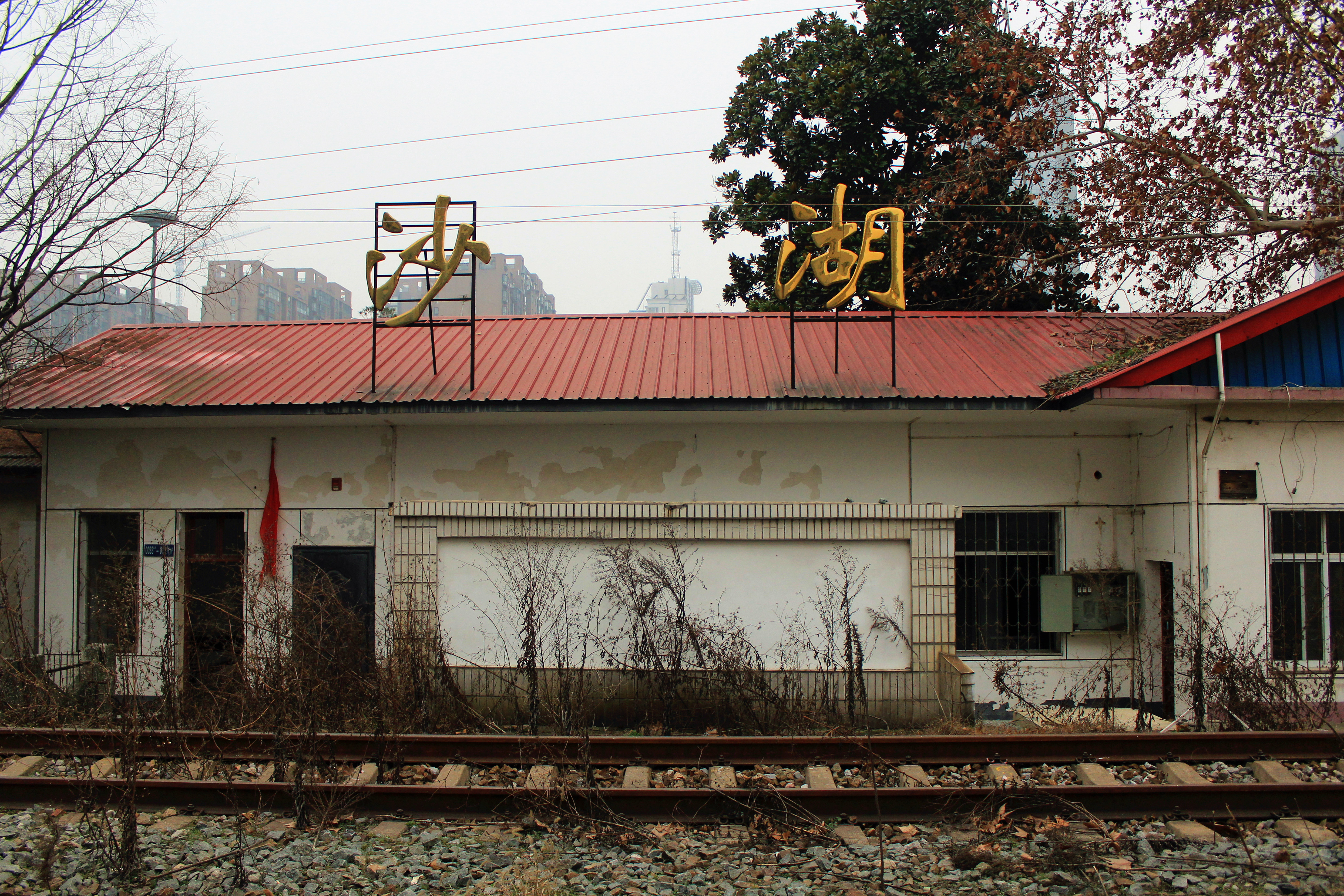
沙湖站站房，已废弃

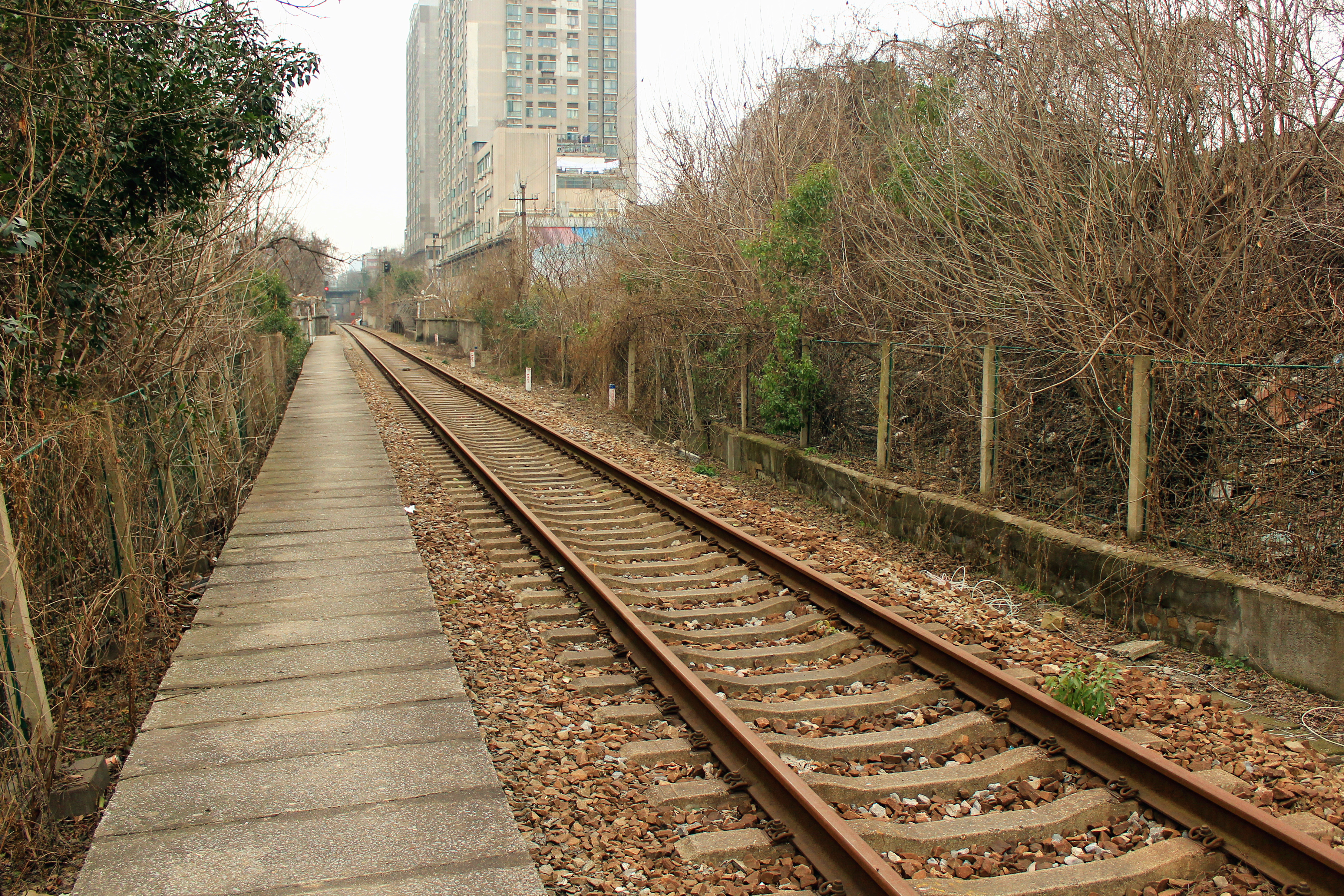
小东门乘降所，已废弃

1958年，作为中华人民共和国一五计划的156项重点工程之一，武汉钢铁厂建成投产。为便于运输原料与产品，这条支线被延长至该厂附近的武昌东站，并在随后进一步延长至湖北省黄石市的铁山站，与光绪十七年（1891年）张之洞主持修建的铁山运道相连，将大冶铁矿的优质铁矿石源源不断的运往武汉钢铁厂。原先被“冷落”的支线又繁忙了起来，并被命名为武大铁路。
1980年，配合武钢扩建，双线电气化的武昌南环铁路通车，许多货车改走新线，武九铁路北环线只剩下客车和少量前往武汉水泥厂的货车。
1990年10月10日，大冶站至江西省九江市南浔铁路沙河街站的大沙铁路通车，与武大铁路合称武九铁路，而此路段则被称为武九铁路武昌北环线。从武昌至九江、上海等方向的少量旅客列车都会经过此铁路。
随着天兴洲大桥和武汉北编组站等铁路枢纽项目相继建成投运，该铁路客运功能日益减弱并逐渐被替代。
此后，北环线仅有被铁路迷们称为“武汉小火车”的通勤列车通行，承担起沿线铁路职工的通勤，以及用于流芳、武东等地区的菜农往返市区。
然而，这条铁路截断了武昌、青山两个城区近40条与长江垂直的道路，铁路两侧多为零星棚户区或已建成小区，严重阻碍了城市发展，市容市貌也受到影响。随着铁路周围渐渐发展了起来，例如最新落成的武汉绿地中心，北环线也面临被拆除的命运。
2017年12月29日，武汉市政府与中国铁路武汉局集团有限公司初步签订补偿协议，标志着武九铁路北环线拆除搬迁工作实质性启动。此次搬迁改造计划在2019年底前全面完成。
2018年5月11日0时起，武九铁路武昌南环线、北环线的市郊列车停运，武昌北环铁路也随之停用。5月24日上午9时，在武九铁路北环线跨和平大道铁路桥上，一段12.5米长的铁轨被施工人员切割下来，这意味着备受市民关注的武九铁路北环线搬迁工程正式启动。
北环线拆除后，沿线已被改造为「武昌生态文化长廊」，地下设计为综合管廊。

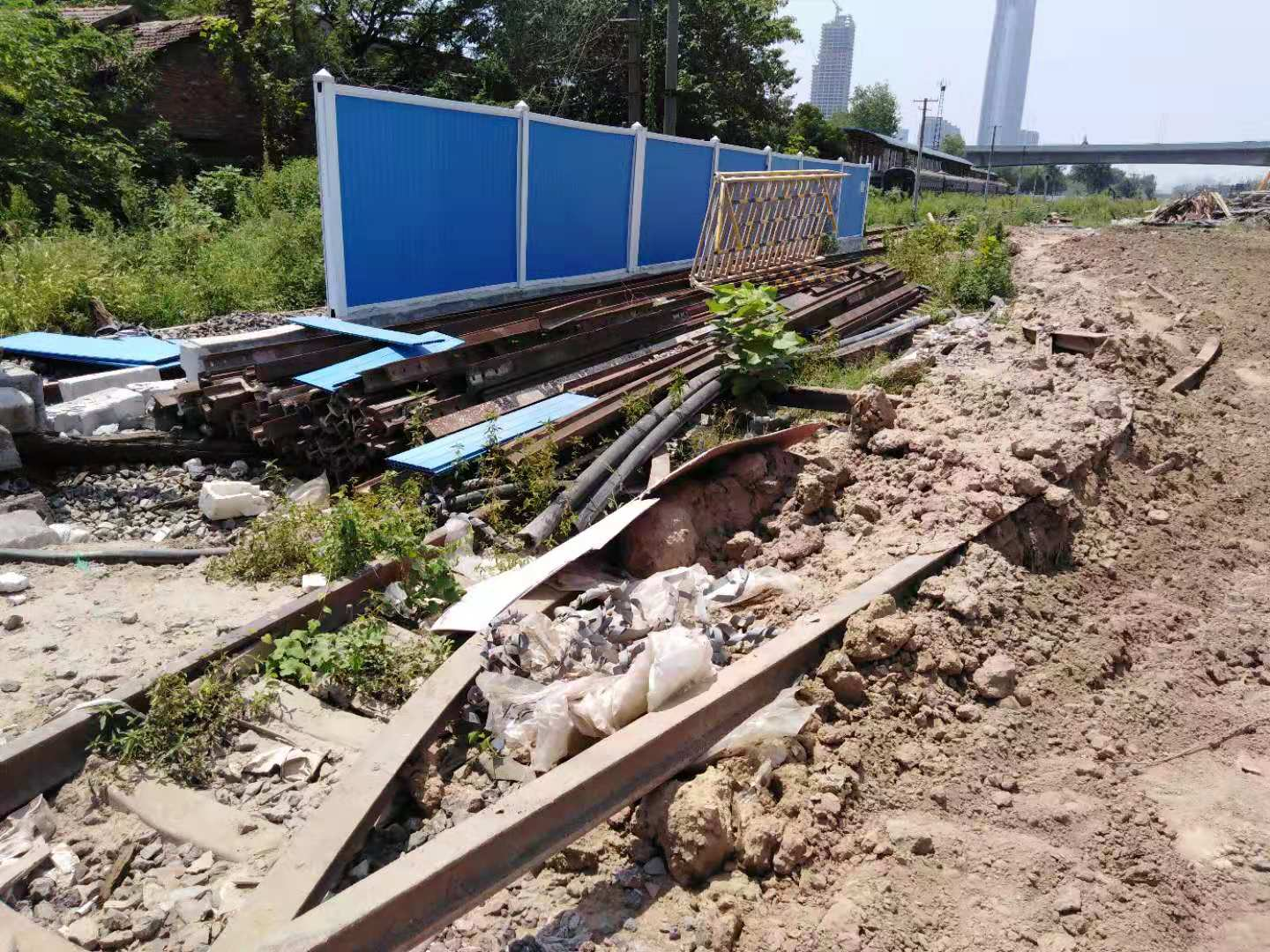
被拆下来的轨道
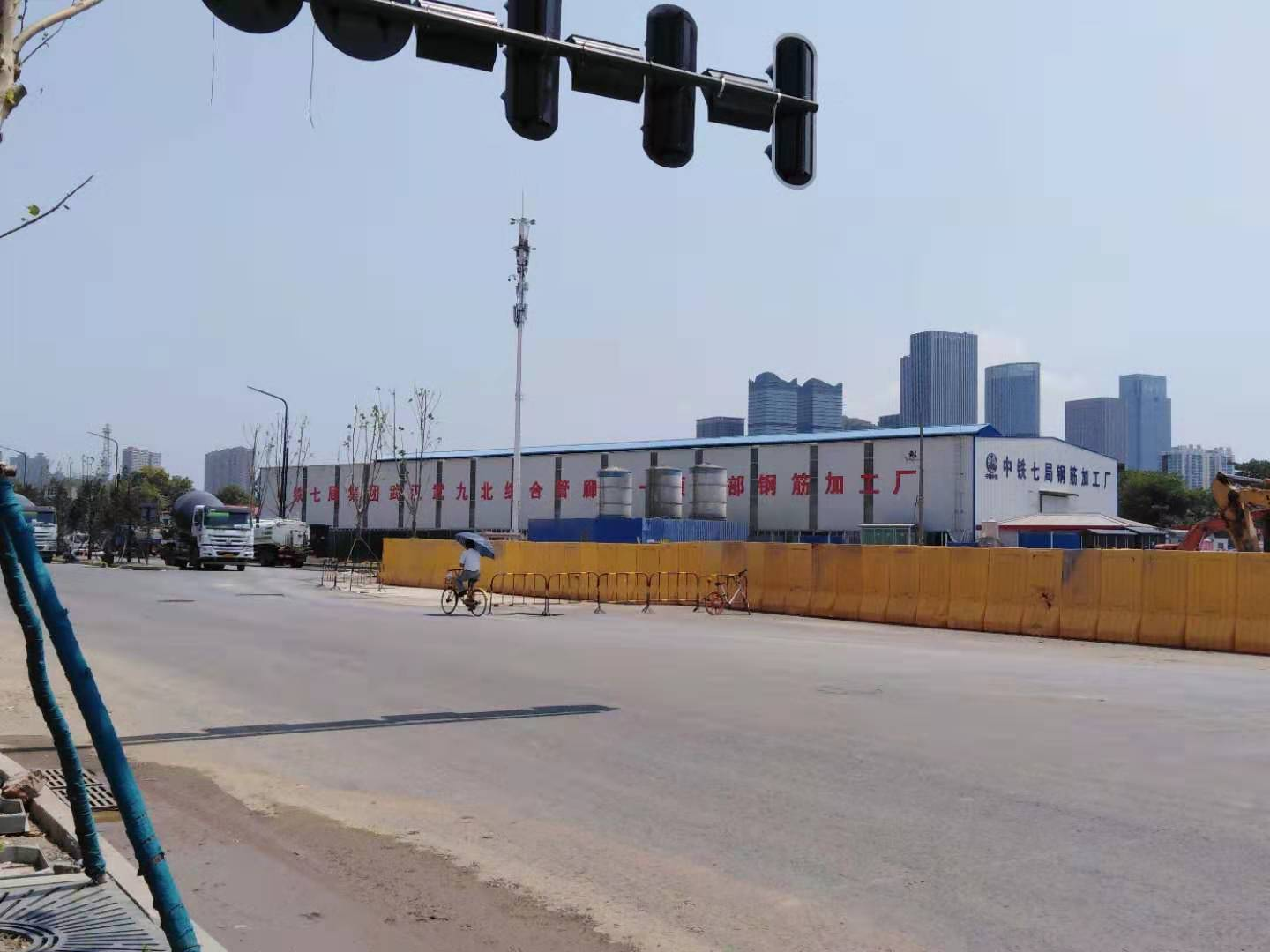
中铁七局参与了建设

## 站场一览
| 站场名 | 武昌 | 小东门     | 沙湖   | 三层楼     | 武昌北 | 九公里（9K） | 八大家  | 蒋家墩     | 楠栂庙  | 胡家山     | 武昌东 （武东客场） | 武昌东 （新武昌东） | 何刘    |
| ------ | ---- | ---------- | ------ | ---------- | ------ | ------------ | ------- | ---------- | ------- | ---------- | ------------------- | ------------------- | ------- |
| 里程   | 0    | （乘降所） | K2+770 | （乘降所） | K7+170 | （乘降所）   | K13+575 | （乘降所） | K17+714 | （乘降所） | K24+395             | K29+640             | K34+065 |